# 茵娜·丘里科娃
茵娜·米哈伊洛芙娜·丘里科娃（俄语：Инна Михайловна Чурикова，1943年10月5日—2023年1月14日），苏联及俄罗斯女演员。

## 生平
1943年生于巴什基尔苏维埃社会主义自治共和国别列别伊。第二次世界大战结束后，随母亲移居莫斯科。15岁时曾在斯坦尼斯拉夫斯基剧院附属的戏剧工作室学习。1965年毕业于谢普金戏剧学校，同年开始在莫斯科青年剧院演出舞台剧。1975年（一说1973年），她加入了莫斯科列宁共青团剧院。出演了《哈姆雷特》《伊凡诺夫》《海鸥》等多部戏剧。
1960年，她首次参加拍摄电影《鲍尔斯克上空的乌云》。1967年，新生导演格列布·潘菲洛夫在为自己的电影《火中无渡口》寻找女演员，并看上了她。随后两人坠入爱河，并于1969年结婚。1970年，她凭借电影《开端》在国内一举成名。1984年，她在电影《战地浪漫曲》饰演女主角，获得第34届柏林国际电影节最佳女演员银熊奖。2013年，她获得第26届俄罗斯尼卡奖终身荣誉奖。
2012年1月，她在剧院台阶跌倒，造成双手骨折并接受了手术治疗。2022年夏，她在一次排练中摔伤。2023年1月14日逝世。

## 荣誉
- 一级祖国功勋勋章（2018年6月29日）
- 二级祖国功勋勋章（2013年9月13日）
- 三级祖国功勋勋章（2007年7月27日）
- 四级祖国功勋勋章（1997年8月25日）
- 苏联人民艺术家（1991年5月16日）
- 俄罗斯苏维埃联邦社会主义共和国人民艺术家（1985年7月3日）
- 俄罗斯苏维埃联邦社会主义共和国功勋艺术家（1977年12月23日）
- 列宁共青团奖（1976年）